# La Fille de Monaco
La Fille de Monaco is een Franse film uit 2008, geregisseerd door Anne Fontaine.

## Verhaal
Bertrand Bauvois (Fabrice Luchini), een gerenommeerd advocaat, begeeft zich naar Monaco om een crimineel te verdedigen: de weduwe Edith Lassalle (Stéphane Audran), die beschuldigd wordt van de moord op haar jongere minnaar. Omdat er een reële kans is dat de familie van het slachtoffer zich wil wreken krijgt Bertrand een bodyguard toegewezen, Christophe (Roschdy Zem). Bertrands wat moeilijke relatie met vrouwen (hij vermijdt seksuele relaties) wordt verder gecompliceerd wanneer hij Audrey (Louise Bourgoin) ontmoet op de set van de Monegaskische tv. Zij is er het weermeisje en hij voelt onmiddellijk een sterke aantrekking tot haar. 
Na een aantal afspraakjes en (toevallige) ontmoetingen heeft Audrey Bertrand volledig rond haar vinger gedraaid. Ze brengen verschillende malen de nacht samen door en hun relatie begint een negatieve invloed te hebben op Bertrands prestaties in de rechtszaal. Christophe kent Audrey nog van een vroegere relatie en weet dat ze Bertrand enkel gebruikt om haar eigen carrière vooruit te helpen. Bertrand weigert dit te geloven, maar uiteindelijk begrijpt hij toch dat hij met Audrey niet verder kan. Op de dag van zijn slotpleidooi vraagt hij Christophe om Audrey wat af te leiden zodat hij zich op zijn werk kan concentreren. Tijdens Christophes afleidingsmaneuver knopen hij en Audrey kort weer aan met hun oude romance. 
Maar al snel blijkt dat Audrey nog steeds de intentie heeft om Bertrand te volgen naar Parijs, ondanks het feit dat Bertrand zelf hier niet is mee opgezet. Desondanks werkt Bertrand zijn slotpleidooi met succes af, zonder dat Audrey hem kan storen. Christophe wacht hem buiten het gerechtsgebouw op en lijkt wat aangedaan. De twee mannen nemen afscheid. De volgende dag blijkt dat Audrey gestorven is bij een verdacht verkeersongeluk. Christophe is de hoofdverdachte. Bertrand begrijpt dat Christophe Audrey uit de weg ruimde om hem te helpen en neemt daarom de schuld voor haar dood op zich. Een jaar later zit Bertrand in de gevangenis en blijkt Christophe verhuisd naar de Caraïben, waar hij werkt als duik-instructeur.